# Monarquía en Australia
La monarquía de Australia es la institución en la que una persona ejerce como soberano y jefe de Estado de Australia, de forma hereditaria. La monarquía australiana es una monarquía constitucional, inspirada en el sistema de gobierno parlamentario de Westminster, aunque incorpora características propias de la Constitución de Australia.
El monarca actual es Carlos III,  con el título de rey de Australia, cuyo reinado comenzó el 8 de septiembre de 2022, tras el fallecimiento de su madre, la reina Isabel II. Es representado en el conjunto de Australia por el gobernador general, de acuerdo con la Constitución australiana y las cartas patentes del rey, y en cada uno de los estados australianos, según las constituciones estatales, por un gobernador, asistido por un vicegobernador. El monarca nombra al gobernador general y a los tenientes gobernadores, con el asesoramiento de los respectivos gobiernos ejecutivos; estatal y federal. Estas son ahora casi las únicas funciones constitucionales del monarca con respecto a Australia.
El derecho constitucional australiano establece que el monarca del Reino Unido es también el monarca en Australia, lo que se entiende hoy en día como una monarquía australiana separada, en la que el monarca actúa con respecto a los asuntos australianos exclusivamente con el asesoramiento de los ministros australianos. Australia es, pues, uno de los reinos de la Mancomunidad, quince países independientes que comparten la misma persona como monarca y jefe de Estado.

## Aspectos internacionales y nacionales
Las principales características del sistema de gobierno de Australia son su base en una combinación de normas "escritas" y "no escritas", y sus jefes de Estado, que comprenden el soberano, los gobernadores de Estado y el gobernador general. El monarca de Australia es la misma persona que el monarca de los otros quince reinos dentro de la Mancomunidad de Naciones, de 54 miembros; sin embargo, cada reino es independiente de los demás, teniendo la monarquía un carácter separado en cada uno de ellos. A partir de la Ley de Australia de 1986, ningún gobierno británico puede asesorar al monarca en ningún asunto relacionado con Australia. En todos los asuntos de la Mancomunidad australiana, el monarca es asesorado por los ministros de la Corona federales australianos. Asimismo, en todos los asuntos relacionados con cualquier estado australiano, el monarca es asesorado por los ministros de la Corona de dicho estado. En 1999, el Corte Suprema de Australia sostuvo en el caso Sue v Hill que, al menos desde la Ley de Australia de 1986, Gran Bretaña es una potencia extranjera en lo que respecta a los asuntos internos y externos de Australia; de ello se desprende que un ciudadano británico es ciudadano de una potencia extranjera y no puede ser miembro del Parlamento australiano, de conformidad con el artículo 44(i) de la Constitución australiana. En 2001, la Corte Suprema sostuvo que, hasta que el Reino Unido se convirtiera en una potencia extranjera, todos los súbditos británicos eran súbditos de la reina por derecho del Reino Unido y, por tanto, no podían ser clasificados como extranjeros en el sentido del artículo 51(xix) de la Constitución.

### Título
El título australiano del soberano es actualmente Carlos III, por la Gracia de Dios Rey de Australia y de sus otros Reinos y Territorios, jefe de la Mancomunidad de Naciones.
Antes de 1953, el título era simplemente el mismo que el del Reino Unido. Un cambio en el título fue el resultado de discusiones ocasionales y de una eventual reunión de representantes de la Commonwealth en Londres en diciembre de 1952, en la que el formato preferido por Canadá para el título de la monarca fue Isabel II, por la gracia de Dios, Reina de [Reino] y de sus otros reinos y territorios, Jefa de la Commonwealth, Defensora de la Fe. [Sin embargo, Australia deseaba que se mencionara también al Reino Unido, por lo que la resolución fue un título que incluía al Reino Unido pero que, por primera vez, también mencionaba por separado a Australia y a los demás reinos de la Commonwealth. La aprobación de una nueva Ley de Estilo y Títulos Reales por el Parlamento de Australia convirtió estas recomendaciones en ley.
El Gabinete presidido por Gough Whitlam propuso modificar el título para "denotar la precedencia de Australia, la igualdad del Reino Unido y de cada una de las demás naciones soberanas bajo la Corona, y la separación de la Iglesia y el Estado". El Parlamento federal aprobó un nuevo proyecto de ley de Títulos y Tratamientos Reales que eliminaba la referencia específica al papel de la monarca como reina del Reino Unido, pero el gobernador general, sir Paul Hasluck, se reservó el Consentimiento Real "para cuando Su Majestad lo desee" (de forma similar a lo que hizo el gobernador general sir William McKell con el proyecto de ley de Títulos y Tratamientos Reales de 1953). La reina Isabel II firmó su asentimiento en la Casa de Gobierno, en Canberra, el 19 de octubre de 1973.

## Personificación del Estado
El monarca es también el lugar de los juramentos de lealtad; muchos empleados de la Corona están obligados por ley a recitar este juramento antes de asumir sus cargos, como todos los miembros del parlamento de la Commonwealth, todos los miembros de los parlamentos estatales y territoriales, así como todos los magistrados, jueces, policías y jueces de paz. Esto es en reciprocidad al Juramento de Coronación del soberano, en el que promete "gobernar a los Pueblos de... Australia... de acuerdo con sus respectivas leyes y costumbres" Actualmente, los nuevos nombramientos del Gabinete Federal también prestan un juramento que incluye la lealtad al monarca antes de asumir su cargo. Sin embargo, como este juramento no está escrito en la ley, no siempre se ha observado y depende de la forma elegida por el primer ministro del momento, sugerida al Gobernador General. En diciembre de 2007, Kevin Rudd no juró lealtad a la soberana (Isabel II) cuando prestó juramento ante el Gobernador General, lo que le convirtió en el primer primer ministro que no lo hacía;[cita requerida] sin embargo, él (como todos los demás miembros del parlamento) sí juró lealtad a la reina, como exige la ley, cuando prestó juramento ante el gobernador general como parlamentario recién elegido. Del mismo modo, el juramento de ciudadanía contenía una declaración de lealtad al monarca reinante hasta 1994, cuando se introdujo una promesa de lealtad a "Australia" y sus valores. Sin embargo, la Corte Suprema consideró en 2002 que la lealtad a la reina de Australia era el "criterio fundamental de pertenencia" al cuerpo político australiano, desde un punto de vista constitucional y no estatutario.

### Jefe de Estado
Las principales características del sistema de gobierno australiano son su base en una combinación de normas "escritas" y "no escritas", y sus jefes de Estado, que comprenden al Soberano y a los Gobernadores de los Estados, así como al gobernador general. La Constitución no menciona el término "jefe de Estado". La Constitución define al gobernador general como el representante del monarca. Según la Biblioteca Parlamentaria Australiana, el jefe de Estado de Australia es el monarca, y su jefe de gobierno es el primer ministro, con poderes limitados tanto por la ley como por la convención para que el gobierno se desarrolle democráticamente. La constitución federal establece que el monarca forma parte del Parlamento y está facultado para nombrar al Gobernador General como representante del monarca, mientras que el poder ejecutivo de la Commonwealth que corresponde al monarca puede ser ejercido por el Gobernador General como representante del monarca. Las pocas funciones que desempeña el monarca (como el nombramiento del Gobernador General) se hacen con el asesoramiento del primer ministro.
Un repaso a la situación política de Australia desde los años 70 hasta la actualidad muestra que, aunque la posición del monarca como jefe de Estado no se ha modificado, algunos australianos han defendido la necesidad de cambiar la constitución por una forma de gobierno republicano que, según proponen, se adaptaría mejor a la Commonwealth de Australia que la actual monarquía. Mientras que las fuentes oficiales actuales utilizan el calificativo de "jefe de Estado" para el monarca, en los prolegómenos del referéndum sobre la república de 1999, Sir David Smith propuso una explicación alternativa, según la cual Australia ya tiene un jefe de Estado en la persona del Gobernador General, que desde 1965 ha sido invariablemente un ciudadano australiano. Este punto de vista cuenta con cierto apoyo dentro del grupo Australianos por la Monarquía Constitucional. Está diseñado para contrarrestar las objeciones de los republicanos, como el Movimiento Republicano Australiano, de que ningún australiano puede llegar a ser, o puede participar en la elección, del jefe de Estado australiano. El principal libro de texto sobre derecho constitucional australiano formula la posición de esta manera: "La Reina, representada en Australia por el Gobernador General, es el jefe de Estado de Australia".

## Función constitucional y prerrogativa real

### Asuntos exteriores
La prerrogativa real también se extiende a los asuntos exteriores: el Gobernador General en Consejo negocia y ratifica tratados, alianzas y acuerdos internacionales Como en otros usos de la prerrogativa real, no se requiere la aprobación parlamentaria.

### Parlamento
El soberano, junto con el Senado y la Cámara de Representantes, al ser uno de los tres componentes del parlamento, se denomina Rey-en-Parlamento. La autoridad de la Corona en él se plasma en la maza (Cámara de Representantes) y en la vara negra (Senado), que llevan ambas una corona en su vértice. Sin embargo, el monarca y el virrey no participan en el proceso legislativo, salvo la concesión del consentimiento real por parte del gobernador general. Además, la Constitución establece que el gobernador general es el único responsable de convocar, prorrogar y disolver el Parlamento.
Todas las leyes de Australia, excepto las de la Asamblea Legislativa del Territorio de la Capital Australiana (ACT), se promulgan únicamente con la concesión del consentimiento real, realizado por el gobernador general, el gobernador del estado correspondiente o el administrador en el caso del Territorio del Norte (NT), con el gran sello de Australia o el sello del estado o territorio correspondiente. Las leyes aprobadas por los órganos legislativos del Territorio de la Capital Australiana y del Territorio del Norte, a diferencia de sus homólogos estatales, están sujetas a la supervisión del Gobierno de Australia y pueden ser desautorizadas por el Parlamento australiano. El gobernador general puede reservar un proyecto de ley "para la consideración del rey"; es decir, negar su consentimiento al proyecto de ley y presentarlo al soberano para su decisión personal. De acuerdo con la Constitución, el monarca también tiene la facultad de desautorizar un proyecto de ley en el plazo de un año desde que el Gobernador General haya concedido la aprobación real.

### Tribunales
En el Reino Unido, el soberano es considerado la fuente de la justicia, pero no resuelve personalmente los casos judiciales, lo que significa que las funciones judiciales se realizan normalmente sólo en nombre del monarca. Los delitos penales se consideran legalmente como delitos contra el soberano y las acusaciones por delitos enjuiciables se interponen en nombre del soberano bajo la forma de la reina [o el rey] contra [nombre] (a veces también referido como la Corona contra [nombre]). Por lo tanto, el derecho común sostiene que el soberano "no puede hacer nada malo"; el monarca no puede ser procesado en sus propios tribunales por delitos penales. Las demandas civiles contra la Corona a título público (es decir, demandas contra el gobierno) están permitidas; sin embargo, las demandas contra el monarca personalmente no son reconocibles. En los casos internacionales, como soberana y en virtud de los principios establecidos del derecho internacional, la reina de Australia no está sujeta a demandas en tribunales extranjeros sin su consentimiento expreso. La prerrogativa de clemencia corresponde al monarca, y es ejercida en las jurisdicciones estatales por los gobernadores.

## Papel cultural

### Presencia y funciones reales
Los deberes oficiales implican que el soberano represente al Estado en el país o en el extranjero, o que otros miembros de la familia real participen en una ceremonia organizada por el gobierno, ya sea en Australia o en otro lugar El soberano y/o su familia han participado en eventos como varios centenarios y bicentenarios; el Día de Australia; las inauguraciones de los Juegos Olímpicos y otros juegos; las ceremonias de entrega de premios; las conmemoraciones del Día D; los aniversarios de la ascensión del monarca; y otros similares. Otros miembros de la realeza han participado en ceremonias australianas o han asumido funciones en el extranjero, como el entonces príncipe Carlos en las ceremonias del Día de Anzac en Gallipoli, o cuando la reina, el príncipe Carlos y la princesa Ana participaron en las ceremonias australianas del aniversario del Día D en Francia en 2004. El 22 de febrero de 2009, la princesa Ana representó a la reina en el Servicio Nacional de Conmemoración de los Incendios Forestales en Melbourne. La reina también mostró su apoyo al pueblo de Australia haciendo una declaración personal sobre los incendios forestales y también haciendo una donación privada al Llamamiento de la Cruz Roja Australiana. El Duque de Edimburgo fue el primero en firmar un libro de condolencias en la Alta Comisión Australiana en Londres.

### Papel religioso
Hasta la entrada en vigor de su nueva constitución en 1962, la Iglesia Anglicana de Australia formaba parte de la Iglesia de Inglaterra. Su cabeza titular era, por tanto, el monarca, en su calidad de Gobernador Supremo de la Iglesia de Inglaterra. Sin embargo, a diferencia de Inglaterra, el anglicanismo nunca se estableció como religión estatal en Australia.

## Residencias virreinales
El gobernador general tiene dos residencias oficiales, la Casa del Gobierno en Canberra, comúnmente conocida como "Yarralumla", y la casa del Almirantazgo en Sídney. El monarca australiano se aloja allí cuando visita Canberra, al igual que los jefes de Estado visitantes.

## Fuerza de Defensa Australiana
El artículo 68 de la Constitución australiana dice: "El mando en jefe de las fuerzas navales y militares de la Mancomunidad corresponde al gobernador general como representante del rey". Sin embargo, en la práctica, el Gobernador General no desempeña ningún papel en la estructura de mando de las ADF, aparte de seguir el consejo del Ministro de Defensa en la forma normal de gobierno ejecutivo.
Los buques de la Armada australiana llevan el prefijo His Majesty's Australian Ship (HMAS) —antes Her Majesty's Australian Ship— y muchos regimientos llevan el prefijo "real". Los miembros de la Familia Real han presidido ceremonias militares, como Trooping the Colours, inspecciones de las tropas y aniversarios de batallas clave. Cuando la Reina se encuentra en Canberra, deposita una corona de flores en el Memorial de Guerra Australiano. En 2003, la Reina actuó en su calidad de monarca australiana cuando dedicó el Monumento a la Guerra de Australia en Hyde Park, Londres.
Algunos miembros de la Familia Real son coroneles en jefe de regimientos australianos, como el Real Regimiento de Artillería de Australia, el Real Cuerpo Médico del Ejército de Australia, el Real Cuerpo de Blindados de Australia y el Real Cuerpo de Señales de Australia, entre muchos otros. El esposo de la reina Isabel II, el duque de Edimburgo, fue almirante de la Flota.